# Gruppo Sportivo R.S.T. Littorio
Il Gruppo Sportivo R.S.T. Littorio, divenuto nel 1943 Società Sportiva Avia, è stata una squadra di calcio italiana con sede a Roma. Il club ha disputato nella sua storia un campionato di Serie C.

## Storia
Dopo aver vinto il Girone Unico laziale di Prima Divisione, il club ottenne l'accesso alla Serie C. Nella stagione 1942-1943 il club esordì in terza serie, ottenendo il quarto posto nel Girone L.

Avia-Vigili del Fuoco del 4 dicembre 1943, partita inaugurale giocata al campo Montesacro. Il portiere Francalancia dei Vigili para, anticipando Bianchi dell'Avia contrastato da Loveri.

Alla fine del 1943 il club viene rinominato Società Sportiva Avia.
A seguito degli avvenimenti della seconda guerra mondiale, il normale svolgimento del campionato italiano è interrotto e nel Lazio viene istituito il Campionato romano di guerra. L'Avia ottenne il settimo posto del torneo romano di Divisione Nazionale. La società sospese le proprie attività al termine del campionato: il suo titolo sportivo fu ceduto all'Italia Libera, squadra fondata ex novo dai dirigenti dell'Avia insieme ad alcuni elementi della disciolta squadra dei Vigili del Fuoco.